# استیون کریستین
استیون کریستین (انگلیسی: Stephen Christian؛ زادهٔ ۲۸ ژوئیهٔ ۱۹۷۶) یک موسیقی‌دان اهل ایالات متحده آمریکا است. وی از سال ۱۹۹۸ میلادی تاکنون مشغول فعالیت بوده‌است.